# Доброхотов, Геннадий Константинович
Генна́дий Константи́нович Доброхо́тов (24 сентября 1948, Бжег, Польша — 8 февраля 2025, Москва, Россия) — советский боксёр, представитель лёгкой и полусредней весовых категорий. Выступал на всесоюзном уровне в конце 1960-х — середине 1970-х годов, чемпион СССР, победитель и призёр турниров международного значения, участник летних Олимпийских игр в Мюнхене. На соревнованиях представлял спортивное общество «Спартак», мастер спорта СССР международного класса. Также известен как тренер по боксу.

## Биография
Геннадий Доброхотов родился 24 сентября 1948 года в польском городе Бриг (Бжег) в семье военнослужащих.
Начинал карьеру в полулёгком весе, на чемпионате СССР 1969 года в Казани выбыл из борьбы за медали уже на предварительном этапе, проиграв олимпийскому чемпиону Валериану Соколову. Год спустя поднялся в лёгкий вес и на аналогичных соревнованиях в Каунасе дошёл до четвертьфинала — на сей раз потерпел поражение от волгоградца Валерия Белоусова.
Первого серьёзного успеха на всесоюзном уровне добился в сезоне 1971 года, когда выступил на V летней Спартакиаде народов СССР, где также разыгрывался чемпионат СССР по боксу, и завоевал в зачёте лёгкой весовой категории награду серебряного достоинства — в решающем финальном поединке был остановлен представителем Казахской ССР Олегом Гуровым. Кроме того, стал победителем Московской Спартакиады и принял участие в двух матчевых встречах со сборной командой Замбии.
В 1972 году на чемпионате СССР в Москве Геннадий Доброхотов взял верх над всеми своими соперниками по турнирной сетке, в том числе в финале выиграл у Владимира Харченко. Поучаствовал в матчевой встрече со сборной США, победив по очкам американского боксёра Джеймса Бушеми. Благодаря череде удачных выступлений удостоился права защищать честь страны на летних Олимпийских играх в Мюнхене. На Играх, тем не менее, попасть в число призёров не смог, уже в первом поединке потерпел поражение от норвежца Свейна Эрика Паульсена — в первом раунде получил глубокое рассечение брови, и рефери принял решение остановить бой.
После мюнхенской Олимпиады Доброхотов остался в составе советской национальной сборной и продолжил принимать участие в крупных международных турнирах. Так, в 1973 году, выступая уже в полусреднем весе, он победил на турнире Вацлава Прохазки в Чехословакии. На чемпионате СССР 1974 года в Ижевске представлял добровольное спортивное общество «Спартак» и добрался лишь до 1/8 финала. Последний раз боксировал на всесоюзном уровне в сезоне 1975 года, когда выходил на ринг VI летней Спартакиады народов СССР в Ташкенте — здесь уже на предварительном этапе был побеждён ленинградцем Вадимом Пономарёвым.
За выдающиеся спортивные достижения удостоен почётного звания «Мастер спорта СССР международного класса».
Окончил Московский государственный горный университет (сейчас — Горный институт НИТУ «МИСиС»). После завершения спортивной карьеры перешёл на тренерскую работу. В течение многих лет работал тренером по боксу в спортивной школе Москомспорта «Косино».
Скончался 8 февраля 2025 года в возрасте 76 лет.